# 누카타촌
누카타촌(額田村)은 이바라키현 나카군에  일찍이 존재했던 촌이다.

## 지리
- 현재의 나카시 북부에 해당한다.
- 촌은 구지강 남쪽 기슭에 위치해 있다

## 역사
- 1889년 4월 1일 - 정촌제 시행에 의해 나카군 누카타촌이 성립하였다.
- 1955년 3월 31일 - 스가야정, 고다이촌, 도다촌, 요시노촌, 간자키촌, 기자키촌과 합병해 나카정이 성립하여, 동일 누카타촌은 폐지되었다.

## 인구
| 1891년 | 2,245 |
| 1920년 | 2,640 |
| 1935년 | 3,113 |
| 1950년 | 4,640 |

## 교통

### 철도
- 일본국유철도(→ 동일본 여객철도)
  - 스이군선

## 참고문헌
- 那珂町史編さん委員会編『那珂町史 近代・現代編』、那珂町、1995年
- 角川日本地名大辞典編纂委員会『가도카와 일본 지명 대사전 8 茨城県』、가도카와 쇼텐、1983年 ISBN 4040010809